# عزرا باتلر إيدي
عزرا باتلر إيدي هو سياسي كندي، ولد في 22 أغسطس 1827 في مقاطعة أديسون في الولايات المتحدة، وتوفي في 10 فبراير 1906 في كندا. حزبياً، نشط في Conservative Party of Quebec (historical) ‏. وقد انتخب Mayor of Hull ‏ (1881 – 1885) وانتخب عضو الجمعية الوطنية في كيبك ‏.